# Mansión de Boja
La Mansión de Boja (en letón: Boju muižas pils) es una casa señorial en la parroquia de Kazdanga, municipio de Kurzeme, en la región histórica de Curlandia, en Letonia occidental.

## Historia
La mansión de Boja fue construida en 1860 por el terrateniente Barón von Behr. El edificio tipo villa letona está representado por la Mansión de Boja; las formas góticas aquí son algo reservadas, el diseñador no intentó resaltarlas, sino que se centró en la solución espacial del volumen. 
Actualmente la antigua mansión de Boja alberga primordialmente un Museo Forestal, que introduce a los ricos bosques letones y a la historia de la industria forestal. El parque de la mansión con dos estanques y plantaciones de alerces europeos ofrece un entorno rústico. También hay un pequeño café.